# Frontier of the Stars
Frontier of the Stars er en amerikansk stumfilm fra 1921 af Charles Maigne.

## Medvirkende
- Thomas Meighan som Buck Leslie
- Faire Binney som Hilda Shea
- Alphonse Ethier som Phil Hoyt
- Edward Ellis som Gregory
- Gus Weinberg som Ganz
- Florence Johns som Mary Hoyt